# Sekundová trofej (KHL)
Sekundová trofej je ocenění pro hráče euroasijské ligy KHL, který vstřelí nejrychleji gól. Mezi roky 1994 a 2008 bylo ocenění udělováno i v ruské Superlize.

## Držitelé
| Sezóna  | Čas   | Hráč              | Tým                      |
| ------- | ----- | ----------------- | ------------------------ |
| 2017-18 | 00:05 | Alexander Jelesin | Lokomotiv Jaroslavl      |
| 2016-17 |       |                   |                          |
| 2015-16 | 00:11 | Igor Bortnikov    | HK Jugra Chanty-Mansijsk |
| 2014-15 | 00:07 | Jimmie Ericsson   | SKA Petrohrad            |
| 2013-14 | 00:12 | Alexej Těreščenko | Ak Bars Kazaň            |
| 2012-13 | 00:08 | Miks Indrašis     | Dinamo Riga              |
| 2011-12 | 00:09 | Marek Kvapil      | OHK Dynamo Moskva        |
| 2010-11 | 00:06 | Alexandr Radulov  | Salavat Julajev Ufa      |
| 2009-10 | 00:12 | Jiří Hudler       | OHK Dynamo Moskva        |
| 2008-09 | 00:08 | Alexej Kaljužnyj  | OHK Dynamo Moskva        |